# 안드리아
안드리아(이탈리아어: Andria)는 이탈리아 남부 풀리아주에 있는 도시이다. 인구 98,841(2007).
풀리아주 중동부, 아펜니노산맥 기슭의 아드리아해에서 약간 들어간 내륙에 위치한다. 기원전부터 형성된 도시로 알려져 있으나, 역사적으로는 11세기에 노르만이 요새를 건설한 것으로 시작된다. 12세기에는 대성당이 건설되었고, 13세기 신성 로마 제국의 프리드리히 2세는 부근에 몬테성을 세웠다. 몬테 성은 오늘날 유네스코 세계 문화 유산으로 등록되었다.
이 도시는 바리현에 속해 있었으나, 부근의 바를레타와 함께 2009년 신설된 바를레타안드리아트라니도으로 이관되었다. 바리와 포자 사이의 교통의 요지이다.